# Заява Іхлена

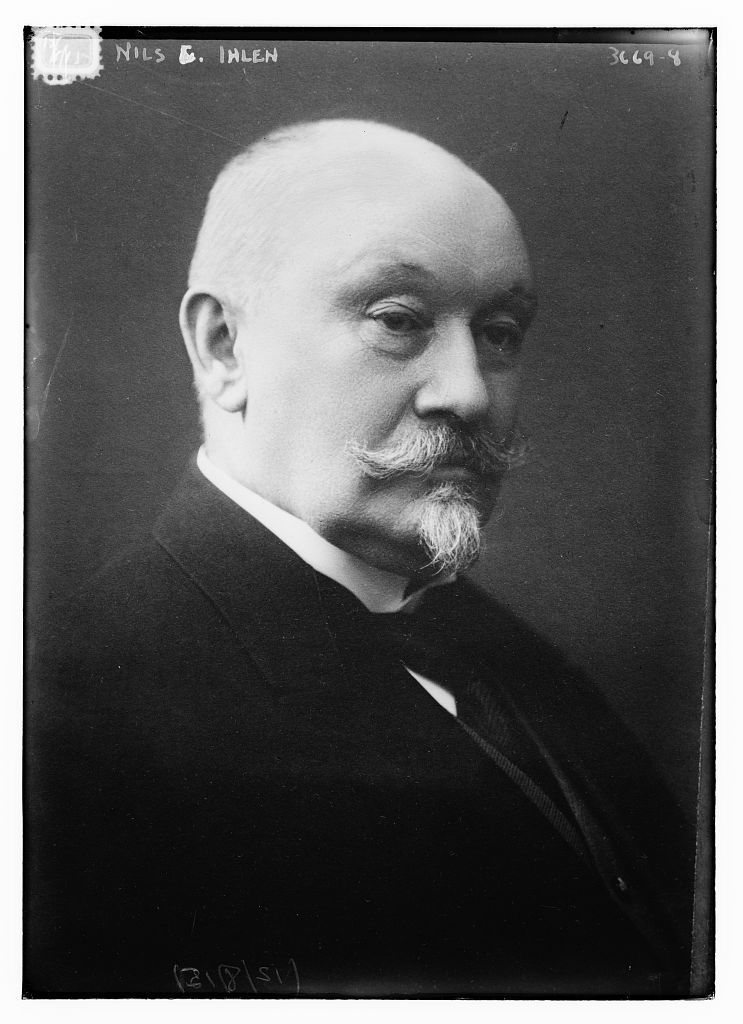
Міністр закордонних справ Норвегії Ниільс Клаус Іхлен

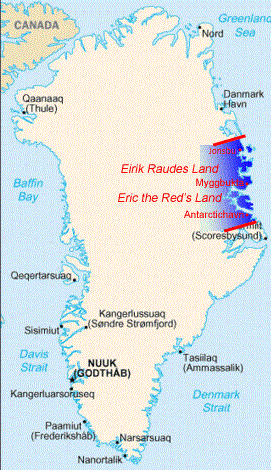
Частина Гренландії, окупована Норвегією

Заява Іхлена — заява, зроблена 22 липня 1919 року міністром закордонних справ Норвегії Нільсом Клаусом Іхленом з питання данського суверенітету над Гренландією, в якому Іхлен усно передав данському міністру, що «…плани королівського [данського] уряду зберегти данський суверенітет над всією Гренландією… не зустрінуть заперечень з боку Норвегії». Заява стала проблемою, коли постало питання, наскільки вона могла висловлювати офіційну позицію Норвегії. Це питання розглядалося міжнародним судом в Гаазі в рамках розгляду про Землю Еріка Рудого в 1933 році.

## Заява
Під час переговорів, що відбулися 4 липня 1919 року, Данія погодилася не оскаржувати норвезьких домагань на Шпіцберген, які повинні мали бути заявлені на майбутній мирній конференції, якщо Норвегія не буде протистояти на тій же конференції даньким домаганням на всю Гренландію. У той же час, Норвегія окупувала частину Східної Гренландії.
У відповідь Іхлен 22 липня заявив, що «…плани королівського [данського] уряду зберегти данський суверенітет над всією Гренландією… не зустрінуть заперечень з боку Норвегії».

## Питання про землю Еріка Рудого
Норвегія продовжувала окупувати частину Східної Гренландії (Земля Еріка Рудого) до 1930-х років. У підсумку Норвегія і Данія передали справу в міжнародний суд Ліги Націй, де розглядалися наступні питання:
- Чи зв'язали вищевказані заяви уряди взаємними зобов'язаннями?

- Чи мала декларація Іхлена силу, якщо вона порушувала статтю 46 Конституції Норвегії, що вимагає схвалення норвезького Парламенту для укладення подібних договорів?

- Чи повинна Данія була знати, що для укладення договору потрібна ця згода?[3]

Міжнародний суд в Гаазі присудив спірну територію Данії. Суд постановив, що декларація Іхлена не мала юридичної сили. Рішення було прийнято обома країнами.